# Sphecosesia pedunculata
Sphecosesia pedunculata is een vlinder uit de familie van de wespvlinders (Sesiidae), onderfamilie Sesiinae.
Sphecosesia pedunculata is voor het eerst wetenschappelijk beschreven door George Francis Hampson in 1910. De soort komt voor in het Oriëntaals gebied.